# Enrique Genovés Guillén
Enrique Genovés Guillén (València, 16 de juliol de 1916 – Madrid, 13 de març 2004) va ser un escriptor, pedagog i notable escolta valencià, conegut per ser el primer Cap Scout Nacional de Scouts d'Espanya (1963-1972) durant el període de semiclandestinitat, després de la suspensió d'activitats dels Exploradores de España el 1940.

## Guerra Civil
Durant la Guerra Civil Espanyola, apareix citat en el Diari Oficial del Ministeri de Defensa Nacional com a tinent d'infanteria en campanya, procedent de l'Escola Popular de Guerra, destinat al quadre eventual de l'exèrcit de l'Est. Va ser Cap d'Estat Major, sota el comandament del major de milícies Esteve Serra Colobrans. Va participar en el front d'Extremadura, arribant a Guadalmez el 15 d'agost de 1938 amb la 127a Brigada Mixta. En la contraofensiva de la batalla del tancament de la bossa de Mèrida, va actuar creuant el riu Zújar, ocupant el Vèrtex Manoquín i continuant fins als voltants de Castuera, on va romandre fins que les moltes baixes sofertes van obligar a rellevar-lo.
Detingut i processament en finalitzar la guerra, va ser incorporat a un batalló disciplinari de soldats treballadors, per a després ser transferit a un regiment de cavalleria fins a maig de 1943, any en què va ser llicenciat.

## Exploradores de España
Enrique Genovés va iniciar la seva marxa escoltista a la Tropa de València dels Exploradors d'Espanya el 1932 als quinze anys, fins que es va traslladar a Madrid el 1940. Va ser un dels fundadors del «Clan Lobo Gris» el 19 de juny de 1947 nucli per la restructuració i vertebració de l'escoltisme a Espanya després de la guerra civil, del que en va ser sots-guia.
Posteriorment va ser membre de la comissió nacional de reorganització de l'escoltisme espanyol el 1951, al costat de Francisco Medina Ample, Víctor José Jiménez y Malo de Molina, els tres representant a Exploradors d'Espanya; Ramiro Matarranz Cedillo de Scouts Hispanos i Juan Molins Agustín dels «Boy-Scouts del País Valencià» El 1958 és elegit el primer comissari scout del districte de Madrid.
El 1961 va ser escolli un dels membres que va representar els Exploradors en el llavors acabat de crear comitè d'enllaç de l'escoltisme espanyol, amb la finalitat d'unificar criteris entre les diverses faccions de l'escoltisme a Espanya amb vista a un futur reconeixement internacional, quan arribés el moment.
El 3 de juny de 1962 va ser triat comissari general provisional dels Scouts d'Espanya, i a l'octubre de 1963 se li ratifica com a Cap Scout Nacional, càrrec que va ostentar fins a 1972 en ser nominat en successives ocasions. Va renunciar quan va considerar que era necessari un canvi generacional, sent reemplaçat per Santiago Matas Utrilla.

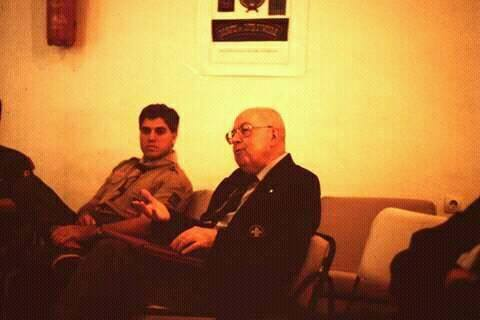
Enrique enovés durant la I trobada del Club Tejones (col·leccionistes scouts) celebrat a Madrid el 1990.

El 1961 va participar en la XVIII Conferència Scout Internacional de Lisboa (a partir d'aquesta conferència, en endavant passaria a denominar-se «mundial») en qualitat d'observador i posteriorment en la XX Conferència Scout Mundial celebrada en Mèxic el 1965 com un dels representants del comitè d'enllaç espanyol.
En l'àmbit scout, era conegut com a Vell Linx. Va rebre el «Llop de Plata», màxima recompensa scout per serveis distingits el 1966. Va estar ostentant diverses tasques i responsabilitats escoltistes fins a 1980.
Fundador de l'Associació de Scouts i Guies Adults de Madrid (1979).

## Obres
- Montañismo, Editorial Juventud, Barcelona (1950)
- Técnica y espíritu del camping, Ed. Hispano-Suiza, Barcelona (1958)
- Montañismo (ampliado), Ed. Juventud, Barcelona (1961)
- Cronología del Movimiento Scout, Imp. Tutor, Madrid (1984)
- Las publicaciones sobre escultismo en España 1912-1940, Guilda (ed.), Madrid (1994)
- El Lobo de Plata. Notas sobre su historia y su cuadro de honor, Guilda (ed.), Madrid (1998)
- Recuerdos de juventud de un viejo explorador, Guilda (ed.), Madrid (2001)